# Chazelles-sur-Lavieu
Chazelles-sur-Lavieu é uma comuna francesa na região administrativa de Auvérnia-Ródano-Alpes, no departamento de Loire. Estende-se por uma área de 9,85 km². Em 2010 a comuna tinha 268 habitantes (densidade: 27,2 hab./km²).